# 近畿自動車道
近畿自動車道（日语：／ Kinki jidōshadō */?）是從大阪府吹田市至松原市之日本高速公路（高速自動車國道）。簡稱近畿道（日语：／ Kinkidō */?）。
高速公路路線編號與阪和自動車道（松原交流道 - 和歌山系統交流道間）被共同編為 E26。
各機構法定道路之「近畿自動車道」詳細將於下文詳述。

## 概要
本道路與中國自動車道及大阪府道2號大阪中央環狀線（側道）共同以環狀形式連結大阪市郊外，組成了大阪外環道。本道路可直接連結北側（名神高速道路、中國自動車道）與南側（西名阪自動車道、阪和自動車道）。近畿道通車前從奈良・南大阪・和歌山方向往名神・中國道方向則必須經由阪神高速1號環狀線（大阪市内）。
吹田系統交流道至已廢除的茨木收費站區間速限為60km/h，其他區間則為80km/h。

### 路線名與道路名
路線名稱為近畿自動車道，以下是各路線的總稱：
- 國土開發幹線自動車道之「近畿自動車道」預定路線如下表所述：

| 路線名       | 起点     | 主要經過地區                                  | 主要經過地區                                  | 終点               |
| ------------ | -------- | --------------------------------------------- | --------------------------------------------- | ------------------ |
| 伊勢線       | 名古屋市 | 四日市市                                      | 津市                                          | 伊勢市             |
| 名古屋大阪線 | 名古屋市 | 四日市市                                      | 天理市 大阪市                                 | 吹田市             |
| 名古屋神戶線 | 名古屋市 | 四日市市附近 大津市附近 京都市附近 高槻市附近 | 四日市市附近 大津市附近 京都市附近 高槻市附近 | 神戶市             |
| 紀勢線       | 松原市   | 和歌山市 田邊市附近 新宮市附近 尾鷲市附近     | 和歌山市 田邊市附近 新宮市附近 尾鷲市附近     | 三重縣多氣郡多氣町 |
| 敦賀線       | 吹田市   | 三田市附近 福知山市 舞鶴市 小濱市附近         | 三田市附近 福知山市 舞鶴市 小濱市附近         | 敦賀市             |

- 高速自動車國道「近畿自動車道」之路線如下表所述：

| 路線名         | 起點     | 主要經過地區 | 主要經過地區 | 主要經過地區 | 主要經過地區 | 終點                       |
| -------------- | -------- | --- | --- | --- | --- | -------------------------- |
| 伊勢線         | 名古屋市 | 春日井市 清須市 | 愛知縣海部郡飛島村 | 彌富市 桑名市 四日市市 鈴鹿市 | 龜山市 津市 松阪市 三重縣多氣郡多氣町                                                                                                  | 伊勢市                     |
| 名古屋龜山線   | 名古屋市 | 春日井市 清須市 | 津島市 愛西市 | 彌富市 桑名市 四日市市 鈴鹿市 | | 龜山市                     |
| 天理吹田線     | 天理市   | 大和郡山市 香芝市 柏原市 羽曳野市 藤井寺市 松原市 大阪市 八尾市 東大阪市 大東市 門真市 守口市 攝津市 茨木市                            | 大和郡山市 香芝市 柏原市 羽曳野市 藤井寺市 松原市 大阪市 八尾市 東大阪市 大東市 門真市 守口市 攝津市 茨木市                            | 大和郡山市 香芝市 柏原市 羽曳野市 藤井寺市 松原市 大阪市 八尾市 東大阪市 大東市 門真市 守口市 攝津市 茨木市                            | 大和郡山市 香芝市 柏原市 羽曳野市 藤井寺市 松原市 大阪市 八尾市 東大阪市 大東市 門真市 守口市 攝津市 茨木市                            | 吹田市                     |
| 名古屋神戶線   | 名古屋市 | 愛知縣海部郡飛島村 桑名市 四日市市 鈴鹿市 龜山市 甲賀市 栗東市 大津市 城陽市 京田邊市 八幡市 枚方市 高槻市 茨木市 箕面市 川西市 宝塚市 | 愛知縣海部郡飛島村 桑名市 四日市市 鈴鹿市 龜山市 甲賀市 栗東市 大津市 城陽市 京田邊市 八幡市 枚方市 高槻市 茨木市 箕面市 川西市 宝塚市 | 愛知縣海部郡飛島村 桑名市 四日市市 鈴鹿市 龜山市 甲賀市 栗東市 大津市 城陽市 京田邊市 八幡市 枚方市 高槻市 茨木市 箕面市 川西市 宝塚市 | 愛知縣海部郡飛島村 桑名市 四日市市 鈴鹿市 龜山市 甲賀市 栗東市 大津市 城陽市 京田邊市 八幡市 枚方市 高槻市 茨木市 箕面市 川西市 宝塚市 | 神戶市                     |
| 松原那智勝浦線 | 松原市   | 堺市 和泉市 岸和田市 貝塚市 泉佐野市 泉南市 阪南市 和歌山市 海南市 御坊市 田邊市 和歌山縣西牟婁郡周參見町 東牟婁郡串本町               | 堺市 和泉市 岸和田市 貝塚市 泉佐野市 泉南市 阪南市 和歌山市 海南市 御坊市 田邊市 和歌山縣西牟婁郡周參見町 東牟婁郡串本町               | 堺市 和泉市 岸和田市 貝塚市 泉佐野市 泉南市 阪南市 和歌山市 海南市 御坊市 田邊市 和歌山縣西牟婁郡周參見町 東牟婁郡串本町               | 堺市 和泉市 岸和田市 貝塚市 泉佐野市 泉南市 阪南市 和歌山市 海南市 御坊市 田邊市 和歌山縣西牟婁郡周參見町 東牟婁郡串本町               | 和歌山縣東牟婁郡那智勝浦町 |
| 尾鷲多氣線     | 尾鷲市   | 三重縣北牟婁郡紀北町 | 三重縣北牟婁郡紀北町 | 三重縣北牟婁郡紀北町 | 三重縣北牟婁郡紀北町 | 三重縣多氣郡多氣町         |
| 敦賀線         | 吹田市   | 豐中市 池田市 伊丹市 川西市 宝塚市 西宮市 神戶市 三木市 三田市 丹波篠山市 丹波市 福知山市 綾部市 舞鶴市 小濱市                         | 豐中市 池田市 伊丹市 川西市 宝塚市 西宮市 神戶市 三木市 三田市 丹波篠山市 丹波市 福知山市 綾部市 舞鶴市 小濱市                         | 豐中市 池田市 伊丹市 川西市 宝塚市 西宮市 神戶市 三木市 三田市 丹波篠山市 丹波市 福知山市 綾部市 舞鶴市 小濱市                         | 豐中市 池田市 伊丹市 川西市 宝塚市 西宮市 神戶市 三木市 三田市 丹波篠山市 丹波市 福知山市 綾部市 舞鶴市 小濱市                         | 敦賀市                     |

- 對於營運中及建設中的道路區間劃分如下：

| 路線名稱     | 路線名稱       | 道路名稱                          | 區間                                                     | 備註 |
| ------------ | -------------- | --------------------------------- | -------------------------------------------------------- | --- |
| 名古屋大阪線 | 名古屋龜山線   | 名古屋第二環狀自動車道            | 名古屋南系統交流道 - 上社系統交流道 - 名古屋西系統交流道 | |
| 名古屋大阪線 | 名古屋龜山線   | 名古屋第二環狀自動車道支線        | 名古屋交流道 - 上社系統交流道                            | |
| 名古屋大阪線 | 名古屋龜山線   | 東名阪自動車道                    | 名古屋西系統交流道 - 伊勢關交流道                        | |
| 名古屋大阪線 | -              | 名阪國道                          | 龜山交流道 - 天理交流道                                  | 並行一般國道快速道路 |
| 名古屋大阪線 | 天理吹田線     | 西名阪自動車道                    | 松原系統交流道 - 天理交流道                              | |
| 名古屋大阪線 | 天理吹田線     | 近畿自動車道                      | 吹田系統交流道 - 松原系統交流道                          | |
| 名古屋大阪線 | 天理吹田線     | 阪和自動車道                      | 松原系統交流道 - 松原交流道                              | |
| 名古屋神戶線 | 名古屋神戶線   | 伊勢灣岸道路                      | 名港中央交流道 - 飛島交流道                              | 並行一般國道快速道路 |
| 名古屋神戶線 | 名古屋神戶線   | 伊勢灣岸自動車道                  | 飛島交流道 - 四日市系統交流道                            | |
| 名古屋神戶線 | 名古屋神戶線   | 新名神高速道路                    | 四日市北系統交流道 - 神戶系統交流道                      | 四日市北系統交流道 - 龜山西系統交流道、大津系統交流道 - 神戶系統交流道 建設中                                                                                |
| 伊勢線       | 伊勢線         | 名古屋第二環狀自動車道            | 名古屋西系統交流道 - 飛島系統交流道                      | 建設中 |
| 伊勢線       | 伊勢線         | 伊勢自動車道                      | 伊勢關交流道 - 伊勢交流道                                | |
| 紀勢線       | 松原那智勝浦線 | 阪和自動車道                      | 松原交流道 - 有田交流道                                  | |
| 紀勢線       | 松原那智勝浦線 | 湯淺御坊道路                      | 有田交流道 - 御坊交流道                                  | 並行一般國道快速道路（國道42號） |
| 紀勢線       | 松原那智勝浦線 | 阪和自動車道                      | 御坊交流道-南紀田邊交流道                                | |
| 紀勢線       | 松原那智勝浦線 | 紀勢自動車道                      | 南紀田邊交流道 - 周參見南交流道                          | |
| 紀勢線       | 松原那智勝浦線 | 周參見串本道路                    | 周參見南交流道 - 串本交流道                              | 並行一般國道快速道路（國道42號） 事業中 |
| 紀勢線       | 松原那智勝浦線 | 那智勝浦新宮道路                  | 那智勝浦町市屋 - 新宮市三輪崎                            | 並行一般國道快速道路（國道42號） 那智勝浦道路（那智勝浦町市屋 - 那智勝浦交流道）、新宮紀寶道路、 熊野道路、熊野尾鷲道路（尾鷲南交流道 - 尾鷲北交流道）建設中 |
| 紀勢線       | -              | 那智勝浦新宮道路                  | 那智勝浦町市屋 - 新宮市三輪崎                            | 並行一般國道快速道路（國道42號） 那智勝浦道路（那智勝浦町市屋 - 那智勝浦交流道）、新宮紀寶道路、 熊野道路、熊野尾鷲道路（尾鷲南交流道 - 尾鷲北交流道）建設中 |
| 紀勢線       | 新宮紀寶道路   | 新宮北交流道 - 紀寶交流道         |                                                          | 並行一般國道快速道路（國道42號） 那智勝浦道路（那智勝浦町市屋 - 那智勝浦交流道）、新宮紀寶道路、 熊野道路、熊野尾鷲道路（尾鷲南交流道 - 尾鷲北交流道）建設中 |
| 紀勢線       | 熊野道路       | 熊野市久生屋町 - 熊野大泊交流道   |                                                          | 並行一般國道快速道路（國道42號） 那智勝浦道路（那智勝浦町市屋 - 那智勝浦交流道）、新宮紀寶道路、 熊野道路、熊野尾鷲道路（尾鷲南交流道 - 尾鷲北交流道）建設中 |
| 紀勢線       | 熊野尾鷲道路   | 熊野大泊交流道 - 尾鷲交流道       |                                                          | 並行一般國道快速道路（國道42號） 那智勝浦道路（那智勝浦町市屋 - 那智勝浦交流道）、新宮紀寶道路、 熊野道路、熊野尾鷲道路（尾鷲南交流道 - 尾鷲北交流道）建設中 |
| 紀勢線       | 熊野尾鷲道路   | 熊野大泊交流道 - 尾鷲交流道       | 尾鷲多氣線                                               | 並行一般國道快速道路（國道42號） 那智勝浦道路（那智勝浦町市屋 - 那智勝浦交流道）、新宮紀寶道路、 熊野道路、熊野尾鷲道路（尾鷲南交流道 - 尾鷲北交流道）建設中 |
| 紀勢線       | 紀勢自動車道   | 尾鷲北交流道 - 勢和多氣系統交流道 |                                                          | |
| 敦賀線       | 敦賀線         | 中國自動車道                      | 吹田系統交流道 - 吉川系統交流道                          | 與中國縱貫自動車道重復 |
| 敦賀線       | 敦賀線         | 舞鶴若狹自動車道                  | 吉川系統交流道 - 敦賀系統交流道                          | |

## 交流道
- 設施欄的背景色為■顯示路段未啟用或休止的設施。
- IC為交流道的簡寫，JCT為公路分岔點（日语：ジャンクション (道路)）的簡寫，PA為停車區（日语：パーキングエリア）的簡寫，TB為公路收費站的簡寫。
- 所有路段都位於大阪府內。

| 35               | 吹田JCT/IC     |  |  | E2A 中國自動車道 E1 名神高速公路                 | 0.0  |                                      | 吹田市        |
| -                | 茨木TB         |  |  |                                                  |      | 松原方向 1994年廢除                  | 茨木市        |
| 1                | 攝津北IC       |  |  |                                                  | 4.5  | 松原方向出入口                       | 攝津市        |
| 2                | 攝津南IC       |  |  |                                                  | 6.9  | 吹田方向出入口                       | 攝津市        |
| 2-1              | 守口JCT        |  |  | 阪神高速12號守口線                               | 7.9  |                                      | 守口市        |
| 3                | 門真IC         |  |  |                                                  | 11.2 | 吹田方向出入口                       | 門真市        |
| 3-1              | 門真JCT        |  |  | E89 第二京阪道路 阪神高速2號淀川左岸線（興建中） | 12.7 |                                      | 門真市        |
| 4                | 大東鶴見IC     |  |  |                                                  | 13.7 | 松原方向出入口                       | 大阪市 鶴見區 |
| 5                | 東大阪北IC     |  |  |                                                  | 14.7 | 吹田方向出入口                       | 東大阪市      |
| -                | 東大阪PA       |  |  | -                                                | 15.7 | 松原方向                             | 東大阪市      |
| 6                | 東大阪JCT      |  |  | 阪神高速13號東大阪線                             | 16.9 |                                      | 東大阪市      |
| 7                | 東大阪南IC     |  |  |                                                  | 20.4 | 松原方向出入口                       | 東大阪市      |
| -                | 八尾公路收費站 |  |  | -                                                | 20.5 | 吹田方向                             | 八尾市        |
| 8                | 八尾IC         |  |  | 國道25號 大阪府道5號大阪港八尾線                 | 22.3 | 吹田方向出入口                       | 八尾市        |
| -                | 八尾PA         |  |  |                                                  | 22.9 | 吹田方向                             | 八尾市        |
| 9                | 長原IC         |  |  | 長居公園通（大阪府道179號住吉八尾線）            | 26.6 | 松原方向出入口                       | 大阪市 平野區 |
| 10               | 松原JCT        |  |  | E25 西名阪自動車道 阪神高速14號松原線            | 27.5 | 松原JCT - 松原IC多數視為阪和自動車道 | 松原市        |
| 11               | 松原IC         |  |  |                                                  | 28.4 | 吹田方向出入口                       | 松原市        |
| E26 阪和自動車道 |                |  |  |                                                  |      |                                      |               |

## 歷史
- 1970年（昭和45年）3月1日 : 吹田系統交流道 - 門真交流道通車。
- 1976年（昭和51年）3月22日 : 門真交流道 - 東大阪北交流道通車。
- 1983年（昭和58年）12月7日 : 東大阪北交流道 - 東大阪系統交流道通車。
- 1987年（昭和62年）3月3日 : 東大阪系統交流道-  八尾交流道通車。
- 1988年（昭和63年）3月17日 : 八尾交流道 - 松原系統交流道通車，同時近畿道全線通車並與西名阪自動車道連接。
- 1994年（平成6年） : 隨著吹田系統交流道改建，連接名神高速公路與中國自動車道。
- 2005年（平成17年）10月1日 : 道路管理者隨日本道路公團民營化變更為西日本高速公路。
- 2010年（平成22年）3月20日 : 門真系統交流道與第二京阪道路連接，門真系統交流道 - 大東鶴見交流道區間從4車道拓寬至6車道。
- 2014年（平成26年）3月23日 : 守口系統交流道與阪神高速12號守口線連接（12號守口線往近畿道松原系統交流道方向之引道除外）[3]。
- 2014年（平成26年）3月29日 : 八尾停車區啟用[4]。
- 2014年（平成26年）7月30日 : 守口系統交流道之從阪神高速12號守口線至近畿自動車道松原系統交流道方向之引道通車[3][5]。
- 2015年（平成27年）3月29日 : 松原系統交流道之近畿自動車道⇔阪神高速14號松原線連絡道路通車[6]。

## 路線狀況

### 車道數與速限
| 區間                                        | 車道數 總車道數=上行線+下行線 | 速限   |
| ------------------------------------------- | ----------------------------- | ------ |
| 吹田系統交流道/交流道～茨木收費站（已拆除） | 4=2+2                         | 60km/h |
| 茨木收費站～攝津北交流道                    | 4=2+2                         | 80km/h |
| 攝津北交流道～攝津南交流道                  | 5=3+2                         | 80km/h |
| 攝津南交流道～門真系統交流道                | 4=2+2                         | 80km/h |
| 門真系統交流道～松原系統交流道              | 6=3+3                         | 80km/h |
| 松原系統交流道内                            | 4=2+2                         | 80km/h |

- 與東京外環自動車道相同，全區間均設置道路照明設施。

### 停車區與服務區
休息設施設置東大阪停車區（僅下行方向）和八尾停車區（僅上行方向）共2座。東大阪停車區內有Ministop便利商店營業，上行線之八尾停車區則僅設有廁所。不過本道路之停車區或服務區並未設有餐廳以及加油站。

### 道路管理者
- 西日本高速道路 關西支社
  - 吹田管理事務所 : 吹田系統交流道-長原交流道

（吹田管理事務所管理區間另包括名神高速道路吹田系統交流道-西宮交流道、第二京阪道路枚方東交流道-門真系統交流道）
  - 南大阪高速道路事務所 : 長原交流道-松原系統交流道

（南大阪高速道路事務所管理區間另包括西名阪自動車道全線、阪和自動車道松原系統交流道-泉佐野系統交流道、關西機場自動車道全線、南阪奈道路羽曳野交流道-葛城交流道）

#### 公路廣播
- 近畿茨木（吹田系統交流道～攝津北交流道）
- 東大阪（門真系統交流道～東大阪系統交流道）
- 八尾（東大阪北交流道～八尾收費站）

### 收費
松原交流道-吹田交流道全區間使用均一收費制（普通車510日圓）。若由長原交流道進入近畿道並經由松原系統交流道前往阪和自動車道或者西名阪自動車道時，長原交流道區間無需付費(只需支付行駛其他道路費用)。此外，若行駛長原交流道-松原交流道時需要支付西名阪自動車道的通行費（普通車410日圓，但是ETC與信用卡事實上免費）。

### 交通量
平日24小時之交通量（輛次）（上下行合計）
- 吹田系統交流道至門真交流道之間，2010年度的交通量較2005年度調查時減少約15,000輛次。

| 區間                             | 平成17（2005）年度 | 平成22（2010）年度 |
| -------------------------------- | ------------------ | ------------------ |
| 吹田系統交流道～攝津北交流道     | 81,362             | 65,461             |
| 攝津北交流道～攝津南交流道       | 102,581            | 87,039             |
| 攝津南交流道～守口系統交流道     | 90,446             | 75,418             |
| 守口系統交流道～門真交流道       | 90,446             | 75,418             |
| 門真交流道～門真系統交流道       | 78,096             | 65,875             |
| 門真系統交流道～大東鶴見交流道   | 78,096             | 63,225             |
| 大東鶴見交流道～東大阪北交流道   | 98,626             | 106,593            |
| 東大阪北交流道～東大阪系統交流道 | 82,599             | 92,322             |
| 東大阪系統交流道～東大阪南交流道 | 85,673             | 80,043             |
| 東大阪南交流道～八尾交流道       | 93,468             | 95,529             |
| 八尾交流道～長原交流道           | 76,380             | 76,729             |
| 長原交流道～松原系統交流道       | 116,150            | 114,000            |
| 松原系統交流道～松原交流道       | 116,662            | 123,144            |

（來源：「平成22年度道路交通調查 （页面存档备份，存于）」自國土交通省主頁摘取一部分數據作成）
2002年度日平均交通量（輛次）（2003年度日本道路公團年報告）
- 總交通量 : 138,033（前年度比97.5%）
- 通行費用收入：
  - 年間 : 22,629,067,000日圓(95.8%)
  - 日平均 : 61,997,000日圓

## 地理

### 通過自治體
- 大阪府
  - 吹田市 - 茨木市 - 攝津市 - 守口市 - 門真市 - 大阪市鶴見區 - 門真市 - 大阪市鶴見區 - 大東市 - 大阪市鶴見區 - 東大阪市 - 八尾市 - 東大阪市 - 八尾市 - 大阪市平野區 - 八尾市 - 大阪市平野區 - 松原市

### 連接高速公路
- 名神高速公路 （於吹田交流道/系統交流道連接）
- 中國自動車道 （於吹田交流道/系統交流道直接連結）
- 阪神高速12號守口線 （於守口系統交流道連接）
- 第二京阪道路 （於門真系統交流道連接）
- 阪神高速2號淀川左岸線（於門真系統交流道連接：計畫中）
- 阪神高速13號東大阪線（於東大阪系統交流道連接）
- 西名阪自動車道（於松原系統交流道連接）
- 阪神高速14號松原線（於松原系統交流道連接）
- 阪和自動車道（於松原系統交流道直接連結）

## 關連項目
- 國土開發幹線自動車道
- 高速自動車國道
- 中部地方道路列表
- 近畿地方道路列表

## 外部連結
- 西日本高速公路 （页面存档备份，存于）
- 獨立行政法人 日本高速道路保有・債務返還機構 （页面存档备份，存于）
- 紀勢國道事務所